# Paul Lapeira
Paul Lapeira, né le 25 mai 2000 à Fougères (Ille-et-Vilaine), est un coureur cycliste français. Il évolue au sein de l'équipe Decathlon-AG2R La Mondiale. Il est champion de France de cyclisme sur route 2024.

## Biographie

### Débuts cyclistes et carrière chez les amateurs
Paul Lapeira commence le cyclisme à l'âge de sept ans au Vélo Club Saint-Hilaire-du-Harcouët, dans la Manche, en Normandie. Il est membre de cette formation jusqu'à l'âge de 18 ans. En 2019, il rejoint Chambéry Cyclisme Formation (Chambéry CF) où il reste deux saisons avant de signer un contrat de professionnel avec l'équipe AG2R Citroën à partir d'août 2021. Sous le maillot de l'équipe développement d'AG2R Citroën, il remporte le 3 octobre 2021 sa première victoire notoire au Tour de Lombardie amateurs (Il Piccolo Lombardia), réglant un sprint de trois coureurs.

### Carrière professionnelle

#### 2022 et 2023
En 2022, il ne récolte aucun succès pour sa première année parmi les professionnels, sa meilleure performance étant une deuxième place lors de la 6e étape du Tour des Émirats arabes unis à Dubaï derrière Mathias Vacek.
Il participe à son premier grand tour à l'occasion du Tour d'Italie 2023. Il endosse le maillot bleu de meilleur grimpeur à l'issue de la deuxième étape. Il le garde une journée puis, malade, abandonne durant la quatrième étape. En septembre 2023, son équipe annonce la prolongation de son contrat jusqu'en fin d'année 2025.

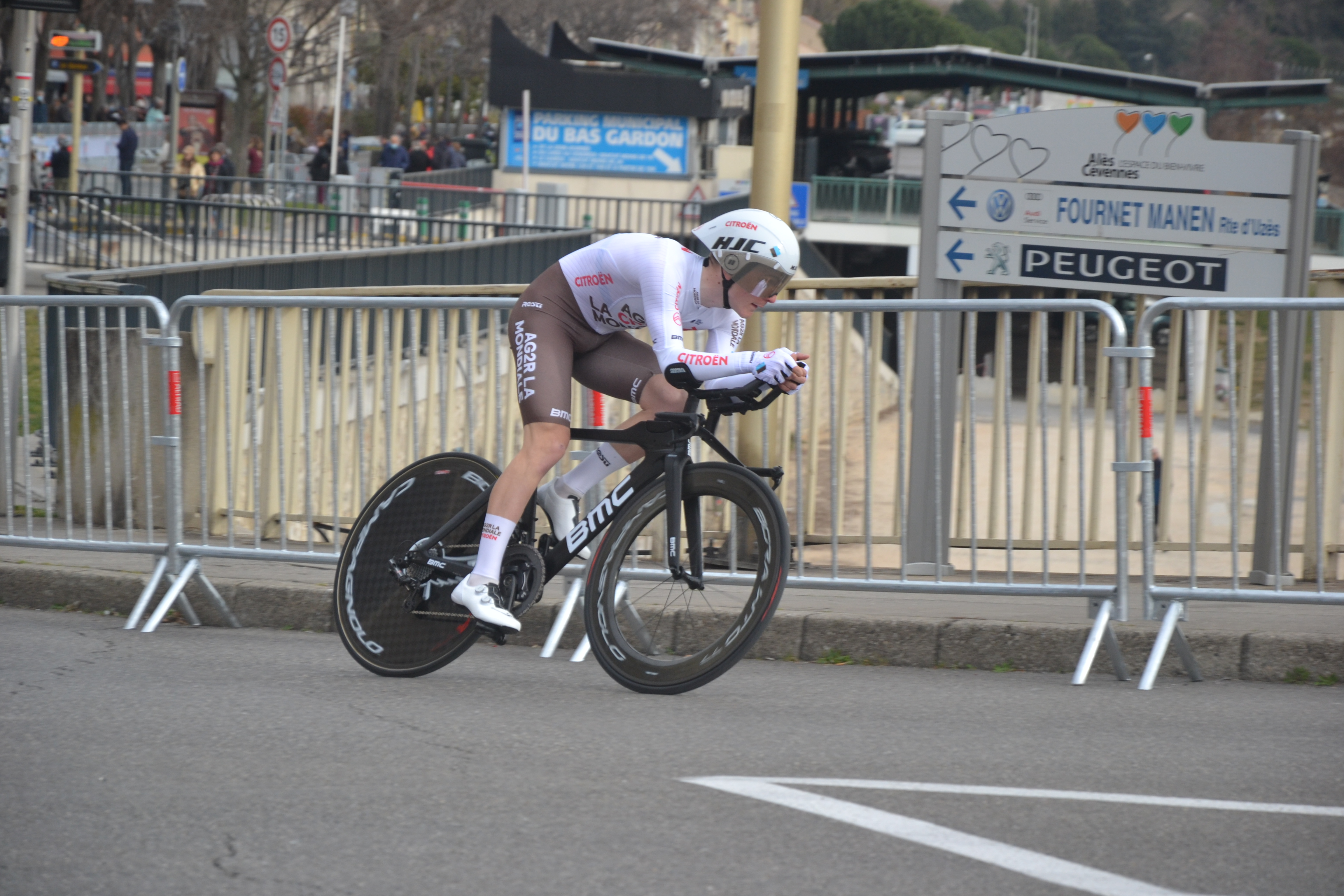
Paul Lapeira lors du contre-la-montre de l'Étoile de Bessèges 2022.

#### 2024: champion de France sur route
Les 16 et 17 mars 2024, il connaît un week-end exceptionnel en s'imposant successivement le samedi sur la Classic Loire-Atlantique à La Haie-Fouassière et le dimanche sur le Cholet Agglo Tour, remportant ses deux premières victoires professionnelles conquises sur deux courses de l'UCI Europe Tour 2024. Le 2 avril, il gagne au sprint la 2e étape du Tour du Pays basque à Cambo-les-Bains, remportant son premier succès dans une course de l'UCI World Tour. Le 14 avril, à l'Amstel Gold Race, seul en chasse derrière le groupe des quatre premiers, il termine dans les roues du quatuor de tête et s'empare donc de la 5e place de la classique néerlandaise. Une semaine plus tard, il fait partie du groupe en lutte pour la 3e place de Liège-Bastogne-Liège et se classe onzième. Le 23 juin, il gagne le championnat de France sur route devant Julien Bernard. Le lendemain, l'équipe Decathlon AG2R La Mondiale annonce sa participation au Tour de France.

## Palmarès et résultats

### Palmarès amateur
- 2017
  - 2e du Prix de la Saint-Laurent Juniors
- 2018
  - 2e étape du Tour des Portes du Pays d'Othe (contre-la-montre par équipes)
  - Arguenon-Vallée Verte
  - Prix de la Saint-Laurent Juniors
  - 2ea étape d'Aubel-Thimister-La Gleize (contre-la-montre par équipes)
  - 2e du Tour des Portes du Pays d'Othe
- 2019
  - Prix de la Saint-Laurent Espoirs
  - 1re étape du Tour du Frioul-Vénétie julienne (contre-la-montre par équipes)
- 2020
  - Trophée Souvenir Gilbert Cuménal
  - Grand Prix de Bras
  - Grand Prix de Puyloubier-Sainte-Victoire
  - Grand Prix des Grattons
- 2021
  - Champion d'Auvergne-Rhône-Alpes du contre-la-montre par équipes[n 1]
  - Grand Prix de Saint-Étienne Loire
  - Trophée de la ville de San Vendemiano
  - Critérium d'Avranches
  - 2e étape du Tour de Côte-d'Or
  - Tour de Lombardie amateurs
  - 2e du Grand Prix des Carreleurs
  - 3e du championnat de France sur route amateurs
  - 3e du Grand Prix L'Échappée

### Palmarès professionnel
- 2024

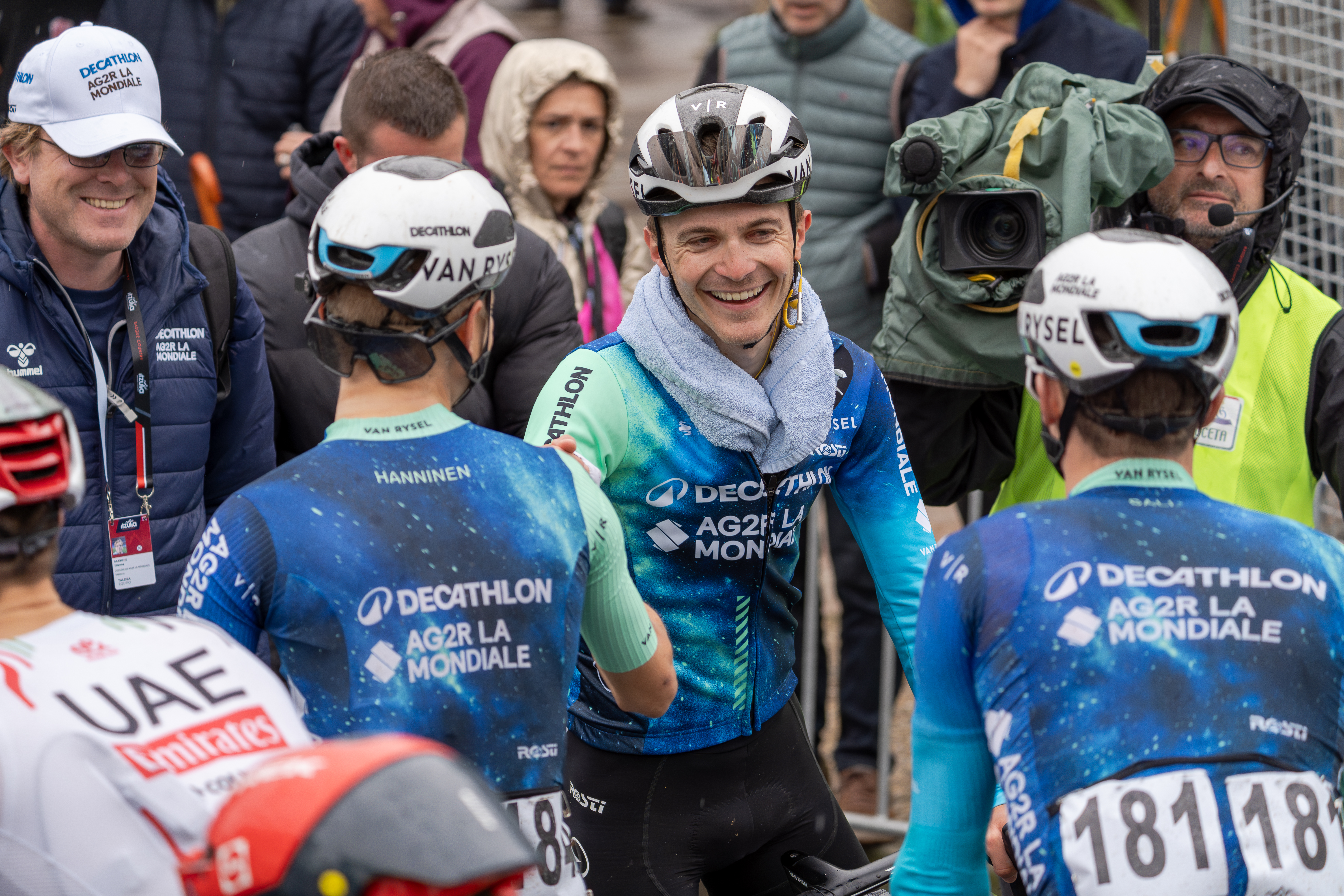
Paul Lapeira célèbre sa victoire avec son équipe lors de la 2e étape du Tour du Pays basque 2024

  -  Champion de France sur route
  - Vainqueur du classement des jeunes de la Coupe de France de cyclisme
  - Classic Loire-Atlantique
  - Cholet Agglo Tour
  - 2e étape du Tour du Pays basque
  - Polynormande
  - 2e de la Coupe de France de cyclisme
  - 3e de la Coppa Agostoni
  - 5e de l'Amstel Gold Race
- 2025
  - 2e étape du Tour de Pologne
  - 2e de la Classic Var

### Résultats sur les grands tours

#### Tour de France
1 participation
- 2024 : 88e

#### Tour d'Italie
1 participation
- 2023 : abandon (4e étape)

#### Tour d'Espagne
1 participation
- 2023 : 109e

### Classements mondiaux
| Année                                 | 2019  | 2020 | 2021 | 2022 | 2023 | 2024 |
| ------------------------------------- | ----- | ---- | ---- | ---- | ---- | ---- |
| Classement mondial                    | 3070e | nc   | 725e | 712e | 595e | 80e  |
| UCI Europe Tour                       | 1887e | nc   | 570e | 547e | nc   | 64e  |
|                                       |       |      |      |      |      |      |
| Légende : nc = non classéSource : UCI |       |      |      |      |      |      |